# 3508 Пастернак
3508 Пастернак (3508 Pasternak) — астероїд головного поясу, відкритий 21 лютого 1980 року.
Тіссеранів параметр щодо Юпітера — 3,324.
Відкритий 21 лютого 1980 року радянським астрономом Людмилою Карачкіною в Кримській астрофізичній обсерваторії. Названий на честь Бориса Пастернака, відомого російського письменника та поета, автора роману "Доктор Живаго". Астероїд належить до родини малих планет, що знаходяться між орбітами Марса і Юпітера.

### Історія відкриття
Відкриття астероїда стало частиною активної роботи астрономів Кримської обсерваторії, яка в той час була одним із провідних центрів вивчення малих планет. Людмила Карачкіна спеціалізувалася на пошуках і дослідженні астероїдів. За свою кар'єру вона відкрила понад 100 малих планет.

### Дослідження
Як і більшість астероїдів головного поясу, 3508 Пастернак досліджувався за допомогою оптичних телескопів і методів астрономічної фотометрії. Його орбітальні характеристики, такі як параметр Тіссерана щодо Юпітера (3,324), свідчать про його стабільну орбіту в головному поясі, що не перетинає орбіту Юпітера. Параметр Тіссерана використовується для класифікації орбіт і взаємодій астероїдів з планетами, зокрема з Юпітером.
Хоча 3508 Пастернак не є об'єктом активних космічних місій, його орбіта та характеристики досліджуються у контексті вивчення динаміки астероїдів головного поясу, їхньої еволюції та походження.
Загалом, астероїд є частиною загальних досліджень сонячної системи та малих планет, що допомагають вченим краще розуміти формування планетних систем.